# Frasier
Frasier, amerikansk sitcom som sändes i elva säsonger mellan 16 september 1993 och 13 maj 2004. Serien var en spinoff från den framgångsrika TV-serien Cheers (Skål). Huvudpersonen, Dr. Frasier Crane som spelades av Kelsey Grammer, har därmed blivit en av de mest långlivade rollfigurerna i amerikansk TV-historia.
Serien skapades av David Angell, Peter Casey, och David Lee.

## Rollförteckning

### Huvudrollsinnehavare
- Kelsey Grammer som Dr. Frasier Crane, en person som först var med länge i serien Skål, är snobbig, speciellt med tanke på matkultur, konst och underhållning, och är ganska egoistisk, komplicerad och envis. När han väl stör sig på något ger han sig inte. Frasier är psykiatriker, och jobbar på radiostationen KACL, där han har en egen rådgivningsshow.
- David Hyde Pierce som Dr. Niles Crane, bror till Frasier. Hans personlighet är ganska lik Frasiers, fast han är, omöjligt nog, ännu mera snobbig, petig, och präktig. Han är också psykiatriker, med egen praktik. Trots att Frasier och Niles är bröder, och i stort sett bästa vänner, så är de ändå rivaler. Båda ska vara bättre än den andre. Niles är under halva seriens gång olyckligt gift med Maris, och är djupt förälskad i Daphne, och gör vad som helst bara för att få vara i närheten av henne. Vid seriens slut gifter de sig och får en son, David.
- John Mahoney som Martin Crane, Niles och Frasiers pappa. Martin är en Korea-krigsveteran, och pensionerad polis, som före sin pension blev skjuten i höften när han försökte stoppa ett rån. Martins fru Hester, Frasiers och Niles mamma, dog i sjukdom flera år innan Frasier flyttade tillbaka till Seattle. Martin är en jordnära och en enkel man, som tycker om att sitta i sin gamla fåtölj, och dricka öl, titta på TV, gå på matcher, eller gå till polispuben Duke's (senare McGinty's). Trots att han är van vid Niles och Frasiers diskussioner och analyser, kan han ändå bli trött på dem ibland och kommer ofta med en sarkastisk kommentar, eller tar ned de båda på jorden igen.
- Jane Leeves som Daphne Moon/Crane, Frasiers hembiträde, och Martins sjukgymnast. Daphne är från Manchester, England, och växte upp i en arbetarklassfamilj med sju vilda bröder. Hon delger ibland någon bisarr historia om sitt förflutna, vilket gör att både Martin och Frasier känner sig obekväma. Daphne tvättar, lagar mat och tränar Martin, och bor i ett rum i Frasiers lägenhet.
- Peri Gilpin som Rosalinda Roz Doyle, Frasiers kollega och andra bästa vän. Hon ligger ofta runt, och är "ingen söndagsskollärare direkt", som Martin beskriver henne i ett avsnitt. Genom säsongerna blir hon mer ansvarsfull, i synnerhet när hon får dottern Alice.
- "Moose" och "Enzo" som Eddie, är Martins hund, och ett av Frasiers största hatobjekt. De är i stort sett rivaler. Eddie stirrar ibland oavbrutet på Frasier, vilket då medför att Frasier får raseriutbrott.

### Återkommande gästskådespelare
- Dan Butler som Bob "Bulldog" Briscoe, värd för en sportshow på KACL
- Edward Hibbert som Gil Chesterton, värd för en matshow på KACL
- Bebe Neuwirth som Lilith Sternin, psykiater, Frasiers f.d. hustru (tidigare gästskådespelerska på Skål)
- Trevor Einhorn som Frederick Crane, Frasiers son
- Tom McGowan som Kenny Daley, stationschef på KACL
- Patrick Kerr som Noel Shempsky, anställd på KACL
- Harriet Sansom Harris som Bebe Glazer, Frasiers manager
- Marsha Mason som Sherry Dempsey, servitris på McGinty's, Martins flickvän en kort tid
- Saul Rubinek som Donny Douglas, advokat, Daphnes fästman en kort tid
- Jane Adams som Mel Karnofsky, plastikkirurg, Niles' hustru under en kort tid
- Millicent Martin som Gertrude Moon, Daphnes mor
- Anthony LaPaglia som Simon Moon, Daphnes bror
- Brian Stokes Mitchell som Cam Winston, en konfliktiv granne

## Handling
Dr Frasier Crane är radiopsykolog på stationen KACL 780 AM i Seattle. Han arbetar med programmet tillsammans med sin producent Roz Doyle. Han bor med sin griniga pappa Martin och dennes hund Eddie, och umgås ofta med sin snobbiga(re) lillebror, tillika bäste vän och rival, Niles. Även Niles är psykiater, men de båda har olika favoriter: Frasier utgår från Sigmund Freud medan Niles är för Carl Jungs idéer.
Pappa Martin är sjukpensionär och har en inneboende sjukvårdare, Daphne, som är från England. Niles är hemligt förälskad i Daphne, men kan inte agera eftersom han redan är olyckligt gift med den otroligt smala och snobbiga Maris, som man f.ö. inte under 11 säsonger överhuvudtaget får se (förutom vid tre tillfällen: en gång när hon får en paj kastad i ansiktet, när hennes skugga under några få sekunder syns vid ett duschdraperi, och en gång när hon är täckt i bandage).
Mycket av humorn härrör sig från Frasiers och Niles' ideliga konkurrens om vem som är snobbigast. Bägge är ytterligt pompösa och allt annat än jordnära. Småaktighet och ständig tävlan om vem som t.ex. har den finaste antika vasen, vackraste tavlan, osv., är ofta förhärskande. Eller vem som är högst i hierarkin på vinklubben, där den ultimata titeln korkmästare hägrar. Brödernas rollkaraktärer är verkligen säregna och liknar inte något annat i komedivärlden. Kanske är deras skrytsamma yta och fisförnäma leverne ett slags revansch för den töntstämpel de hade som barn, då de var lika snobbiga som nu i serien. En sådan analys hade de antagligen själva inte haft långt till. Stundtals lyckas de landa det högtravande tänkandet och se saker och ting någorlunda rationellt, men sällan länge. Trots att både Frasier och Niles är psykiatriker, eller kanske just därför, ägnas mycket tid åt att överanalysera och övertolka problem, eller uppdiktade sådana, tills de blir oproportionerligt stora. Då träder vanligen deras jordnära far Martin in och får med sitt sunda bondförnuft saker och ting att verka vettiga igen. Både Frasier och Niles har en viss standard i fråga om moral och etik, och oftast håller de faktiskt denna, även om en del snedsteg görs. Frasiers kvinnliga producent Roz är också en av karaktärerna i handlingen, och hennes promiskuösa utflykter med diverse män är en ständig källa till sarkastisk humor. Roz och Daphne har under åren blivit ganska goda vänner, och vet båda hur det är att behöva stå ut med Frasiers manér.
Frasier har ofta problem med kvinnor, och de kvinnor han dejtar är ofta inte kvar till nästa avsnitt, eller ens till avsnittets slut, på grund av diverse missöden, pinsamheter och t.o.m. småsaker som Frasier själv är kritisk mot, utan att ändå kunna släppa taget. Han har dock varit gift två gånger: först ett kort tag under studietiden med Nanette Guzman som sjunger sånger för barn och har ett eget barnprogram. Med sin andra fru Lilith Sternin har han sonen Frederick. Han har därtill varit förlovad med Diane Chambers (servitris på Skål). Till slut får Frasier en stadig relation med Charlotte.
När Frasier inte pratar i radio dricker han kaffe på Café Nervosa. Han uppskattar antikviteter och saker med snygg design. Han är också mycket intresserad av teater, konst, klassisk musik, vinprovning, och han spelar squash med sin bror.
De båda sherrysmuttande bröderna skulle egentligen aldrig sammanförts, men av en slump upptäckte någon hur lik Kelsey Grammer skådespelaren David Hyde Pierce var när han spelade Frasier i Skål. Därför fick Pierce rollen som Frasiers bror Niles - ett lyckat drag, vilket förutan det är tveksamt om serien blivit en sådan dundersuccé. Andra teman är Frasiers misslyckade försök att hitta en partner, de sociala skillnaderna gentemot Frasiers arbetarklasspappa, och Frasiers halvkändisskap som radiopratare.

## Om serien
- Serien slutade den 13 maj 2004 med en publik på 25,4 miljoner tittare.
- Grammer var vid en tidpunkt världens mest betalde TV-skådespelare, med ett gage på 1,6 miljoner dollar/avsnitt under de sista två säsongerna. Rekordet övertogs ett år senare av Ray Romano.
- En av skaparna bakom serien, David Angell, dog i 11 september-attackerna, och manusförfattarna hyllade honom genom att döpa Niles' och Daphnes son efter honom i serien.
- Serien vann 37 Emmy Awards, mer än någon annan serie. Kelsey Grammer vann sex av dem, inklusive en för den sista säsongen.
- Serien är den längsta prime time-serien (262 avsnitt) som samtidigt är en spinoff.